# 정경천
정경천(1948년 2월 2일 ~ )은 대한민국의 작곡가, 편곡가이다.

## 활동
1948년 2월 2일, 서울특별시에 태어나, 1971년부터 시작해서 현철의 《사랑의 이름표》, 진성의 《안동역에서》, 나훈아 《고장난 벽시계》등 500여곡 편곡한 트로트계의 베테랑 편곡가이다. 나근나근하고 점잖은 말투와는 달리 유재석이 가수로 활동하는 연하의 매니저를 찾고 있다는 말에 유재석보다 24살 더 많은 정경천 편곡가가 욕심에 자신이 동생을 하겠다며 개그에 소질을 보였다.
그 외에도 2002년부터 2010년까지 한국음악저작권협회 이사장을 맡았고, 2010년부터 지금까지 부회장 직을 맡고 있다.

## 출연작

### 예능
- KBS1 《아침마당》
- MBC 《라디오스타》
- MBC 《놀면 뭐하니?》
- 채널A 《아이 콘택》
- MBC 《미스터리 음악쇼 복면가왕》

## 수상
- 2002년 제16회 예총 예술 문화상 공로상
- 2011년 제1회 한국 음악 저작권 대상 편곡상
- 2012년 제19회 대한민국 연예 예술상 연예 예술 발전상
- 2019년 MBC 방송연예대상 뮤직 & 토크 부문 특별상 (놀면 뭐 하니)

분류"20세기 대한민국 사람